# 山田春雄
山田 春雄（やまだ はるお、本名：山田 鉱次郎（やまだ こうじろう）、1889年 - 1964年6月27日）はヤクザ。テキヤ系。東京・浅草が地盤。屋号は山春。ヤクザ引退後の通称は「隠居」。
やんわりとした話しぶりであったという。

## 芸界との関係
日頃から芸人に細々とした用を言いつけ（あたかも使用人のごとく使い）、神田派に対する超然的発言権をもとに名跡を差配し、ドル箱となる襲名興行の権利とご祝儀を独占していた（つまり講談師をダシにして金儲けをしていた）というのが実際のところである。神田派の講談師はこのからくりに気づいていたが公然とは逆らえず、山春が薦める襲名話を断ることで消極的に非協力の態度を表した。
二代目神田山陽を神田派に入れたのも、プロの芸人にした（8代目桂文楽の弟子ということにさせた）のも山春である。つまり大恩人であった。しかしその二代目山陽と、マネートラブルで絶縁した。山春は芸人のスポンサーでなく、逆に山春にとって芸人は“山春の金を生み出す機械”にすぎないのだから当然であろう。しかし二代目山陽にとって一番カネが必要な時期に不義理をされたという事実は堪えるもので、生涯の絶縁を決意させるに十分であった。しかし、絶縁の直接のきっかけは、襲名を巡る行き違い（山春は、彼に神田伯山（の四代目）を継がせようとしていたが、彼がそれに逆らって神田山陽（の二代目）を襲名したこと）にあった。
神田の亭号を名乗る講談師は各協会に分かれているが、山春引退とその死、社会的変化もあり、その影響はなくなった。
山春と親しく、「兄貴」と呼んでいた芸人は林家彦六・桂三木助 (3代目)などがいる。

## 山田春雄関連の書籍
- 竹中労、かわぐちかいじ『黒旗水滸伝 大正地獄篇 上巻』皓星社、2000年、ISBN 4-7744-0282-6
- 竹中労、かわぐちかいじ『黒旗水滸伝 大正地獄篇 下巻』皓星社、2000年、ISBN 4-7744-0283-4